# Bygghemma
Bygghemma Sverige AB är ett e-handelsbolag med huvudkontor i Malmö som säljer varor och tjänster inom bygg, heminredning och trädgård. Verksamheten bedrivs enligt dropshipping-modell vilket betyder att man inte har några egna lager utan varorna skickas från producenten direkt hem till konsumenten. Som komplement till onlinebutiken bygghemma.se har finns ett antal visningsbutiker.

## Historik
Bygghemma grundades i Oskarshamn 2006 av Patrik Rees och Anders Falk. År 2012 tillträdde Mikael Olander som vd. Bygghemma är sedan 2012 en del av BHG Group.